# Nikkan Sports
Nikkan Sports (Japans: 日刊スポーツ, Nikkan Supōtsu) is de eerste sportkrant van Japan welke dagelijks wordt gepubliceerd. De krant werd opgericht op 6 maart 1946. Het is een zusterkrant van Asahi Shimbun.
Vandaag de dag heeft de krant een omzet van ongeveer 1.965.000 exemplaren.